# Hypselistes basarukini
Hypselistes basarukini är en spindelart som beskrevs av Yuri M. Marusik och Robin Ernest Leech 1993. Hypselistes basarukini ingår i släktet Hypselistes och familjen täckvävarspindlar. Inga underarter finns listade i Catalogue of Life.